# Praia da Parede
A praia da Parede é uma zona balnear urbana da freguesia de Parede, no concelho (município) de Cascais. 
Outrora, a praia era procurada sobretudo como local propício ao tratamento (talassoterapia) da tuberculose óssea e do raquitismo.
De substrato sobretudo rochoso e declive acentuado, a praia não é favorável a banhos, embora seja fortemente procurada pelos banhistas no verão, graças à sua exposição solar.
Possui um pequeno parque de estacionamento, juntamente com bares, restaurantes, apoios de praia e postos de vigia e primeiros socorros. O acesso a pé é feito através da Avenida Marginal ou das passagens subterrâneas existentes.
Nas rochas de calcário margoso normalmente cobertas por areia, foi identificada uma jazida com pegadas de dinossauros quadrúpedes, possivelmente saurópodes. A superfície onde foram encontradas é irregular, o que indica a passagem de outros dinossauros.